# Liste von Persönlichkeiten der Stadt Aue-Bad Schlema
Die Liste der Persönlichkeiten der Stadt Aue-Bad Schlema enthält Namen von Frauen und Männern, die für die Stadt und die Stadtgeschichte von Aue-Bad Schlema wichtig sind, die also vor Ort gewirkt haben oder deren Person eng mit der Stadt verbunden wird.

## Ehrenbürger der Stadt Aue-Bad Schlema
[in eckigen Klammern und hellgrau hinterlegt: Verleihungsjahr]
Aktuell:
Die Ehrenbürgerschaft erlischt mit dem Tod der geehrten Person. Deshalb gibt es in Aue-Bad Schlema die folgenden beiden Ehrenbürger(Stand Februar 2024):
- Peter Koch (* 1943), ehemaliger Geschäftsführer der Nickelhütte Aue GmbH [2005][1]
- Konrad Barth (* 1939), ehemaliger Bürgermeister des jetzigen Ortsteils Bad Schlema von 1979 bis 2020; [2004][2][3][4]

Historische Ehrenbürger:
– alphabetisch, unvollständig –
- Alexander Bauer (1916–2011), von 1944 bis 1972 Komplementär und auch später erfolgreicher Leiter der Weberei Curt Bauer KG[5]
- Kurt Baumann (1899–?), Mitglied des Antifaschistischen Aktionsausschusses vom 9.–24. Mai 1945[6]
- Otto von Bismarck (1815–1898), Reichskanzler. Ihm zu Ehren wurde im Stadtpark eine Bismarckeiche gepflanzt und ein Bismarckstein errichtet.[7]
[1. April 1895]
- Julius Bochmann (1832–1918), Baumeister und Besitzer einer Eisengießerei in Aue, Stadtrat und Vizebürgermeister von Aue, Mitglied des Sächsischen Landtags [1902]
- Ernst Dörfel (1889–?), Kommunist, organisierte am 20. Mai 1945 das erste größere Treffen der späteren Ortsgruppe der SPD; Stifter der Thälmann-Büste[8] [1962]
- Martin Ebert (1921–2001), Oberstudienrat und  Schuldirektor im jetzigen Ortsteil Bad Schlema, organisierte u. a. 1951–1954 einen Schulerweiterungsbau in Schneeberg-Niederschlema (heutige Friedrich-Schiller-Grundschule)[9][10]; nach ihm ist der Musikbrunnen im Kurpark benannt[11]
- Max Ebert (1893–?), Erster Bürgermeister 1950 und Stadtrat der CDU [1962]
- Friedrich Wilhelm Gantenberg (1848–1924), Gründer und Besitzer einer Wäschereifabrik; [1920][8]
- Hermann Graf (1892–?), Mitglied des Antifaschistischen Aktionsausschusses im Juni 1945[12] für drei Monate kommissarischer Bürgermeister von Aue, später Leiter des Personalamtes[8]
- Arthur Günther (1895–1969), Antifaschist, Gewerkschaftsfunktionär. Nicht identisch mit dem namensgleichen Heimatforscher und -dichter, nach ihm ist eine Hutzen Stube des Erzgebirgszweigvereins Schneeberg-Neustädtel benannt,[13] 1965 auch Ehrenbürger der Stadt Schneeberg[14]
- Fritz Haupt (1880–1968), LDPD-Stadtrat [1962]
- Karl August Hiecke († 1879), Schneidermeister
- Gustav Hiltmann (1850–1931), Mitbesitzer der Firma Hiltmann & Lorenz (HILO), Stadtrat und Stadtverordneter [1920]
- Karl Emil Hutschenreuter (1849–1940), Sohn von Carl Friedrich Hutschenreuter, Besteckfabrikant [1936][8]
- Käthe Knobloch (1904–2002), unterstützte in der Zeit des Nationalsozialismus Regimegegner und eine jüdische Familie, danach Stadträtin; hat am weiteren Aufbau des Stadtarchivs mitgewirkt und sich für den Ausbau des Gesundheitswesens in Aue eingesetzt[8] [1964]
- Christian Friedrich Mehlhorn († 1872), Lebküchler
- Ernst August Papst (1843–1921), Besitzer einer Fabrik für Hauswirtschaftsgeräte und später für Spulen für die Tuchmacherei; gründete 1862 den Allgemeinen Turnverein und 1870 die Freiwillige Feuerwehr in Aue und stiftete einen größeren Betrag zur Erhaltung des Bürgerheims (ehemaliges Huthaus der Weißerdenzeche); Ehrengrab auf dem St. Nicolai-Kirchhof; eine Straße in Aue trug seinen Namen[15] [1913]
- Helene (Lene) Scheffler (1907–1971), Kaufmännische Angestellte und seit 1927 Mitglied der KPD, 1932 Stadtverordnete, 1933–1936 wegen Hochverrat im Zuchthaus Waldheim, 1937–1944 im Konzentrationslager eingekerkert; ab 12. Mai 1945 in den Antifa-Ausschuss Schwarzenberg berufen[16] Frau des 1. Landrats Ernst Scheffler[8]
- Emil Schuster (1926–?), Bürgermeister 1956–1970
- Paul Selbmann (1878–1954), Druckereibesitzer, Mitbegründer und langjähriges Mitglied des Vorstandes des Kulturbundes in Aue
- Siegfried Sieber (1885–1977), Pädagoge, Schriftsteller und Heimatforscher [1973]
- Emil Teubner (1877–1958), Holzschnitzer und Bildhauer
- Hans Teubner (1902–1992), Glasmaler, Journalist und Widerstandskämpfer
- Kurt Teubner (1903–1990), Maler und Grafiker, organisierte 1945 die erste Ausstellung Befreite Kunst mit antifaschistischen einheimischen Kunstschaffenden und Mitbegründer des Kulturbundes[8], [1978]
- Max Wenzel (1879–1946), erzgebirgischer Mundartdichter; nach ihm ist in der Stadt Ehrenfriedersdorf eine Straße benannt [1962]
- Erhardt Walter Wild (1922–2017), Betriebsdirektor des Betriebes für Bergbauausrüstungen Aue (BBA) bis 1986[17][18] [1976][19]

## Söhne und Töchter der Stadt
– chronologisch –
- Melchior Lotter der Ältere (1470–1549), Buchdrucker und Verleger
- Richard Schurig (1820–1896), Mathematik-Lehrer und Astronom
- Carl August Wellner (1824–1909), Fabrikant
- Carl Erdmann Kircheis (1830–1894), Unternehmer der Blechbearbeitungsindustrie
- Paul Mehnert (1852–1922), Politiker, Präsident der II. Kammer des Sächsischen Landtags, Besitzer des Ritterguts Klösterlein
- Maximilian Mehnert (1861–1941), Politiker, MdL
- Albert Gessner (1868–1953), Architekt mit Bauten in Aue, in Berlin und anderen Orten[20]
- Albert Fischer (1878–1948), Opernsänger
- Fritz Hiltmann (1879–?), Unternehmer und Wehrwirtschaftsführer
- Axel Beyer (1891–nach 1921), Bahnradsportler
- Max Poepel (1896–1966), stellvertretender bzw. kommissarischer Oberbürgermeister von Aue
- Hans Mehlhorn (1900–1983), Bobfahrer
- Kurt Klöppel (1901–1985), Bauingenieur
- Johannes Arndt (1902–unbekannt), Oberstudienrat und Autor
- Hans Teubner (1902–1992), Kommunist und Widerstandskämpfer
- Kurt Teubner (1903–1990), Maler und Grafiker
- Erich Weidlich (1905–unbekannt), Landrat
- Karl Mummenthey (1906–1968), SS-Obersturmbannführer; in den Nürnberger Prozessen zu lebenslanger Haft verurteilt
- Ernst Hecker (1907–1983), Maler und Grafiker
- Helmut Schmidt-Kirstein (1909–1985), Künstler (Zeichnungen, Aquarelle, Druckgrafiken) und Hochschullehrer[21]
- Kerstin Thieme (1909–2001), Komponistin, Kompositionslehrerin, Musikpädagogin und Musikschriftenautorin
- Kurt Potel (1910–1983), Veterinärmediziner und Hochschullehrer
- Karl Hebecker (1911–1992), Architekt
- Martin Flämig (1913–1998), Kreuzkantor in Dresden
- Hans Weiß (1914–1984), Grafiker und Kunstmaler
- Heinz Rockstroh (1920–1987), Urologe
- Paul Süß (1921–2012), Fußballspieler und -trainer
- Helmut Humann (1922–1996), Maler und Grafiker
- Harald Heilmann (1924–2018), Komponist
- Manfred Beyer (1924–2000), Physiker und Professor für Hochspannungstechnik
- Johannes Löffler (1924–1997), Fußballspieler
- Fritz Scharfenstein (* 1925), Gewerkschafter (FDGB) und Politiker (SED), Minister für Anleitung und Kontrolle der Bezirks- und Kreisräte
- Thomas Höhle (1926–2012), Literaturwissenschaftler
- Gerhard Dietrich (1927–1986), Pädagoge, Hochschullehrer und Gewerkschaftsfunktionär
- Günter Meyer (1927–2015), Eisenbahnfotograf
- Siegfried Wenzel (1929–2015), DDR-Wirtschaftsfunktionär
- Hans Armin Gärtner (1930–2022), Altphilologe und Hochschullehrer
- Rudolf Hagemann (1931–2025), Genetiker
- Klaus Philipp (1932–2023), Maler
- Klaus Thiele (1934–2019), Fußballspieler
- Horst Schulze (1935–2021), evangelischer Theologe
- Manfred Hambeck (1938–2023), ehemaliger Fußballtorhüter
- Peter Harbauer (* 1938), Politiker (SPD)
- Harald Lindner (1938–2014), Geophysiker und Hochschullehrer
- Dieter Rudorf (1938–2024), Politiker (SPD)
- Gunter Holzweißig (1939–2024), Zeithistoriker und Publizist
- Friedrich Kircheis (1940–2024), Organist und Cembalist
- Margarita Pellegrin (1940–2016), Malerin und Grafikerin
- Elke Mehnert (* 1940), Germanistin
- Christine Wieynk (* 1942), Politikerin (CDU), Volkskammerabgeordnete
- Reiner Salzer (* 1942), Chemiker
- Horst-Dieter Fischer (1943–2020), Ministerialbeamter und Politiker (SPD)
- Hanna Roßner, geb. Junghanns (1943–2012), Mundartpoetin und -autorin
- Volker Hentschel (* 1944), Wirtschafts- und Sozialhistoriker
- Werner Brückner (* 1944), Schriftsteller
- Heinz-Günter Kraus (* 1945), Physiker und Politiker (CDU)
- Johannes Baumgärtner (* 1948), Bildhauer und Medailleur
- Wolf Butter (* 1949), Komponist, Musiker und Schauspieler
- Henrik Humann (1951–2012), bildender Künstler sowie Gold- und Silberschmiedemeister
- Heiderose Gläß (* 1951), Politikerin (Die Linke), Abgeordnete des Sächsischen Landtages
- Armin Köhler (1952–2014), Musikwissenschaftler, Festivaldirektor und Rundfunkredakteur
- Jochen Bley (1952–2024), Jurist und ehemaliger Kinderdarsteller
- Ralf Alex Fichtner (1952–2022), Karikaturist, Cartoonist, Illustrator, Maler und Autor
- Sophie Wolfrum (* 1952), Stadt- und Regionalplanerin und emeritierte Professorin
- Ullrich Wannhoff (* 1952), Maler und Grafiker
- Wolfgang Höll (* 1952), Fußballspieler
- Sabine Riemann (* 1953), Physikerin
- Hans-Georg Ebert (* 1953), Rechts- und Islamwissenschaftler
- Wolfgang Körner (1953–2024), Fußballspieler
- Thomas Grimm (* 1954), Filmemacher
- Herbert A. Mitschke (* 1954), Musiker und Komponist
- Petra Hinze (* 1955), Skilangläuferin
- Ines Eck (* 1956), Journalistin, Kulturmanagerin, Autorin, Künstlerin
- Thomas Colditz (* 1957), CDU-Politiker, Mitglied des Sächsischen Landtages
- Dietmar Vettermann (* 1957), ehemaliger Oberbürgermeister der Stadt Zwickau
- Rico Gebhardt (* 1963), Politiker (PDS/Die Linie), Mitglied des Sächsischen Landtages
- Björn Seidel-Dreffke (* 1963), Slawist, Schriftsteller, Übersetzer, Dolmetscher und Lektor
- Steffen Krauß (1965–2008), Fußballspieler
- Oliver Titzmann (* 1966), Regionalhistoriker
- Michael Wetzel (* 1975), Historiker
- Yvonne van Acht (* 1975),  Malerin, Grafikerin und Schriftstellerin
- Enrico Kern (* 1979), Fußballspieler
- Eric Dietrich (* 1985), Politiker (CDU), Abgeordneter im Sächsischen Landtag
- Philip Hauck (* 1993), Fußballspieler
- Robert Jendrusch (* 1996), Fußballspieler
- Pierre-Pascal Keup (* 2001), Radsportler

## Weitere Personen, die mit Aue in Verbindung stehen
– alphabetisch –
- Hannelore Anke (* 1957), Schwimmerin, zweifache Goldmedaillengewinnerin bei den Olympischen Sommerspielen in Montreal 1976
- Alwin Bauer (1856–1928), Mitbegründer der Baumwollweberei S. Wolle, der späteren Weberei Curt Bauer, nationalliberaler Politiker, MdL (Königreich Sachsen)
- Curt Bauer (1880–1944), Auer Textilunternehmer in der Baumwollweberei S. Wolle, der späteren Weberei Curt Bauer
- Richard Beck (1858–1919), Geologe und Lagerstättenforscher
- Manfred Blechschmidt (1923–2015), Heimat- und Mundartschriftsteller
- Peter Paul Gaedt (1867–1948), ab 1936 Leiter der Besteckfabrik Wellner
- Ernst August Geitner (1783–1852), Chemiker, Arzt, Botaniker und Erfinder des Argentans, gründete 1829 die Argentanfabrik Auerhammer und legte damit den Grundstock für die Entwicklung der Stadt zu einem Zentrum der Herstellung von metallenem Tafelgeschirr
- Ernst Gessner (auch Geßner geschrieben) (1826–1897), Begründer des Maschinenbaus in Aue, nach ihm war der heutige Postplatz benannt
- Hans Görges (1859–1946), Physiker, verbrachte seinen Lebensabend in Aue
- Ernst Hecker (1907–1983), Maler
- Ernst Hecker (gestorben 1917), Gründer des Unternehmens Ernst Hecker, Metall- und Lackierwaren Aue
- Friedrich H. Hofmann (1934–2024), Lehrer, Philatelist und Heimatforscher
- Helmut Humann (1922–1996), Kunstmaler
- Wolfgang Kaden (1927–2014), Entwickler der ersten künstlichen Niere der DDR
- Heinrich Kohl, langjähriger Bürgermeister/Oberbürgermeister von Aue und von Aue-Bad Schlema
- Adolph Lange (1815–1898), Unternehmer und Politiker, MdL, Schwiegersohn von Ernst August Geitner
- Gustav Albert Lange (1846–1918), Unternehmer, Geheimer Kommerzienrat und Politiker, MdL
- Karl Mehnert (1811–1885), deutscher Politiker, MdL, Besitzer des Ritterguts Klösterlein
- Helmut Neef (1920–2000), vor 1958 Lehrer und Direktor eines Gymnasiums in Aue, danach Professor an der Parteihochschule des ZK der SED, Autor
- Max Poepel (1896–1966), stellvertretender Bürgermeister von Aue, dem es gelang, 1945 die von der deutschen Wehrmacht vorbereitete Sprengung aller Brücken zu verhindern
- Valerie Radtke (1913–1999), Schriftstellerin, die in Aue ihren mehrbändigen autobiographischen Roman Ich suche Liebe/ Und wider aller Einsamkeit vollendete und auch hier starb.
- Ernst Scheffler (1891–1954), Politiker (KPD/SED), starb in Aue, das Krankenhaus trug seinen Namen
- Rosina Schnorr (1618–1679), leitete das Blaufarbenwerk nach der Verschleppung ihres Mannes
- Veit Hans Schnorr d. Ä. (1614–1664), Gründer des Blaufarbenwerks Niederpfannenstiel und Besitzer des Auerhammers
- Veit Hans Schnorr von Carolsfeld (1644–1715), Besitzer des Auerhammers, des Blaufarbenwerks Niederpfannenstiel und Gründer von Carlsfeld
- Helmut Weck (1926–2001), Pädagoge und Wissenschaftler, Direktor der Erweiterten Oberschule Aue von 1953 bis 1961
- Christopher W. wurde am 17. April 2018 in Aue von Rechtsextremisten grausam ermordet.[22]
- Max Emil Weichhold (* 19. Jahrhundert, in Hainichen, † um 1940 in Aue (Sachsen)), Kaufmann und Gründer des nach ihm benannten Kaufhauses: Handel mit Textilien und Bekleidung[23]
- Wolfgang Weichhold  (* 7. Februar 1946 in Aue; † 2. April 2017 daselbst), Kühl-Anlagenbauer und Besitzer des Kaufhauses Weichhold in dritter Generation.
Fortführung des Handelsunternehmens ab 1993, seit der vollen Rückgabe an die Eigentümer, mit Sortimentsänderung in Haushaltsgeräte und Küchenausstattungen; engagierte sich vielfältig für kommunale und soziale Belange: Vorstandsvorsitzender des Vereins Freie Wählervereinigung Aue[24], Aufsichtsratsvorsitzender der Einkaufsgenossenschaft Euronics Deutschland[25][26], beteiligte sich finanziell am Erhalt denkmalgeschützter Gebäude in Abstimmung mit der Stadtverwaltung, was sein Sohn Michael schließlich fortführte[27], war Sponsor für den FC Erzgebirge Aue und Mitglied im Vorstand des Sportvereins[28]; schließlich war er auch Gründungsmitglied und bis 2010 aktiver Mitarbeiter der Industrie- und Gewerbevereinigung Aue e. V. (iga) (Gründungsurkunde vom 10. Juli 1997).
- Christian Gottlieb Wellner (1795–1857), Gründer der ersten Besteckfabrik Wellner
- Carl August Wellner (1824–1909), Sohn von Christian Gottlieb Wellner, Erweiterung der Besteckfabrik Wellner
- Clemens Winkler (1838–1904), Chemiker, Entdecker des chemischen Elements Germanium; verbrachte im heutigen Ortsteil Niederpfannenstiel seine Jugend, das Auer Gymnasium ist nach ihm benannt